# Taenaris wahnesitrioculatus
Taenaris wahnesitrioculatus är en fjärilsart som beskrevs av Thiele 1906. Taenaris wahnesitrioculatus ingår i släktet Taenaris och familjen praktfjärilar. Inga underarter finns listade i Catalogue of Life.